# Nördlicher Tamandua
Der Nördliche Tamandua (Tamandua mexicana) ist ein Ameisenbär aus der Gattung der Tamanduas. Er ist in Mittelamerika und im Nordwesten Südamerikas verbreitet, wo er unterschiedliche, aber meist baumbestandene Landschaftstypen besiedelt. Allgemein lebt er einzelgängerisch sowohl am Boden als auch in Bäumen und ernährt sich von staatenbildenden Insekten. Männliche und weibliche Tiere kommen nur während der Brunft zusammen, wobei pro Wurf ein Jungtier geboren wird, über die Fortpflanzung ist aber nur wenig bekannt. Lange Zeit galt der Nördliche Tamandua als Unterart des Südlichen Tamanduas, erst 1975 wurde er als eigenständige Art anerkannt. Der Gesamtbestand gilt als nicht gefährdet.

## Merkmale

### Habitus
Der Nördliche Tamandua ist mit einer Kopf-Rumpf-Länge von durchschnittlich 56 cm und einer Schwanzlänge von 40 bis 67,5 cm eine mittelgroße Ameisenbärenart. Das Körpergewicht variiert von 3,2 bis 5,4 kg, damit ist er etwas kleiner als sein südlicher Verwandter, der Südliche Tamandua (Tamandua tetradactyla). Einige Populationen zeigen einen leichten Sexualdimorphismus, wobei weibliche Tiere eine leicht größere Gesamtlänge aufweisen, während männliche Tiere durch robustere Schädel charakterisiert sind. Der Schwanz ist in der Regel mindestens so lang wie der übrige Körper. Das Fellkleid besteht aus kurzen Haaren und besitzt eine beigefarbene oder hellbraune Grundtönung. Charakteristisch ist die schwarze Westenzeichnung, die keine Unterschiede zwischen männlichen und weiblichen Tieren erkennen lässt. Auch der Schwanz ist im vorderen Drittel beigefarben, während der hintere Teil nackt und dunkel fleckig gefärbt ist. Der Kopf besitzt eine etwas verlängerte Schnauze, diese ist jedoch nicht so deutlich ausgezogen wie beim Großen Ameisenbär (Myrmecophaga tridactyla), zudem ist sie etwas schmaler als beim Südlichen Tamandua. Wie bei allen Ameisenbären ist das Maul zahnlos und beherbergt eine lange, mit klebrigem Speichelsekret bedeckte Zunge. Die Augen sind generell klein, die Ohren mit rund 4,4 cm kürzer als bei der südlichen Schwesterart, haben aber wie bei dieser eine rundliche Form. Die zum Klettern geeigneten, kräftigen Beine enden vorne in vier Zehen mit langen, sichelartig gebogenen Krallen, wobei die dritte am längsten ausgeprägt ist. Die durchschnittlich 9,8 cm langen Hinterfüße weisen dagegen fünf Zehen auf, die kürzere Krallen besitzen.

### Schädel- und Skelettmerkmale
Der Schädel besitzt eine Länge von rund 12 cm und wird am Gehirnschädel 4,0 bis 4,2 cm breit. Das Rostrum ist ausgezogen und umfasst etwa die Hälfte der Schädellänge, allerdings ist das Nasenbein mit 4,6 cm Länge kürzer als das Stirnbein. Charakteristischerweise sind die Jochbeine nur rudimentär ausgebildet. Weiterhin gibt es am Schädel einige äußerlich nicht sichtbare Unterscheidungsmerkmale, die für die Abgrenzung des Nördlichen vom Südlichen Tamandua entscheidend sind. Dazu zählen die Form des Foramen infraorbitale mit einer vollständigen Randbegrenzung und mit einer höheren Anzahl (vier Paare) an kleinen Vertiefungen nahe der Augenhöhle. Der eher grazil gebaute Unterkiefer wird etwas über 10 cm lang. Ein weiteres Unterscheidungsmerkmal zwischen den beiden Tamanduaarten ist die Anzahl der Schwanzwirbel, die mit 40 bis 42 beim Nördlichen Tamandua höher ist.

### Sinnesleistungen und Lautäußerungen
Der Nördliche Tamandua besitzt einen ausgezeichneten Geruchssinn, der überwiegend zur Nahrungssuche eingesetzt wird. Erwachsene Tiere geben kaum Lautäußerungen von sich, von Jungtieren sind diese aber bekannt.

## Verbreitung

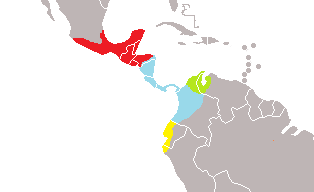
Verbreitungsgebiete der vier Unterarten:
rot: Tamandua mexicana mexicana
blau: Tamandua m. opistholeuca
grün: Tamandua m. instabilis
gelb: Tamandua m. punensis

Der Nördliche Tamandua bewohnt Mittelamerika sowie die Teile des nordwestlichen Südamerikas, die nördlich und westlich des Andenbogens liegen. Die Nordgrenze des Verbreitungsgebiets liegt im äußersten Süden und Südosten Mexikos, allerdings sind in jüngerer Zeit auch Beobachtungen aus dem Südwesten des Landes bekannt geworden. Nach Süden reicht es bis ins nördlichste Peru, nach Osten ins kolumbianisch-venezolanische Grenzgebiet. Die Tamanduaart ist dabei vom Niveau des Meeresspiegels bis auf 2000 m Höhe nachgewiesen, wobei sie üblicherweise selten in über 1000 m Höhe anzutreffen ist. Das gesamte Verbreitungsgebiet umfasst 1,5 Millionen Quadratkilometer. Die bevorzugten Lebensräume stellen tropische Regenwälder und subtropische Trockenwälder dar, aber auch Mangrovengebiete und laubabwerfende Waldlandschaften. Ebenso kommt der Nördliche Tamandua in offenen Gebieten vor, die aber teils baumbestanden sein müssen. Auch wurde er in Sekundärwäldern und in vom Menschen beeinflussten Lebensräumen beobachtet. Die Populationsdichte wird für Panama mit 0,13 und für Costa Rica mit 0,06 Individuen je Quadratkilometer angegeben. Vor allem im südöstlichsten Verbreitungsgebiet kommt es zu Überschneidungen mit den Lebensräumen des Südlichen Tamanduas.

## Lebensweise

### Territorialverhalten

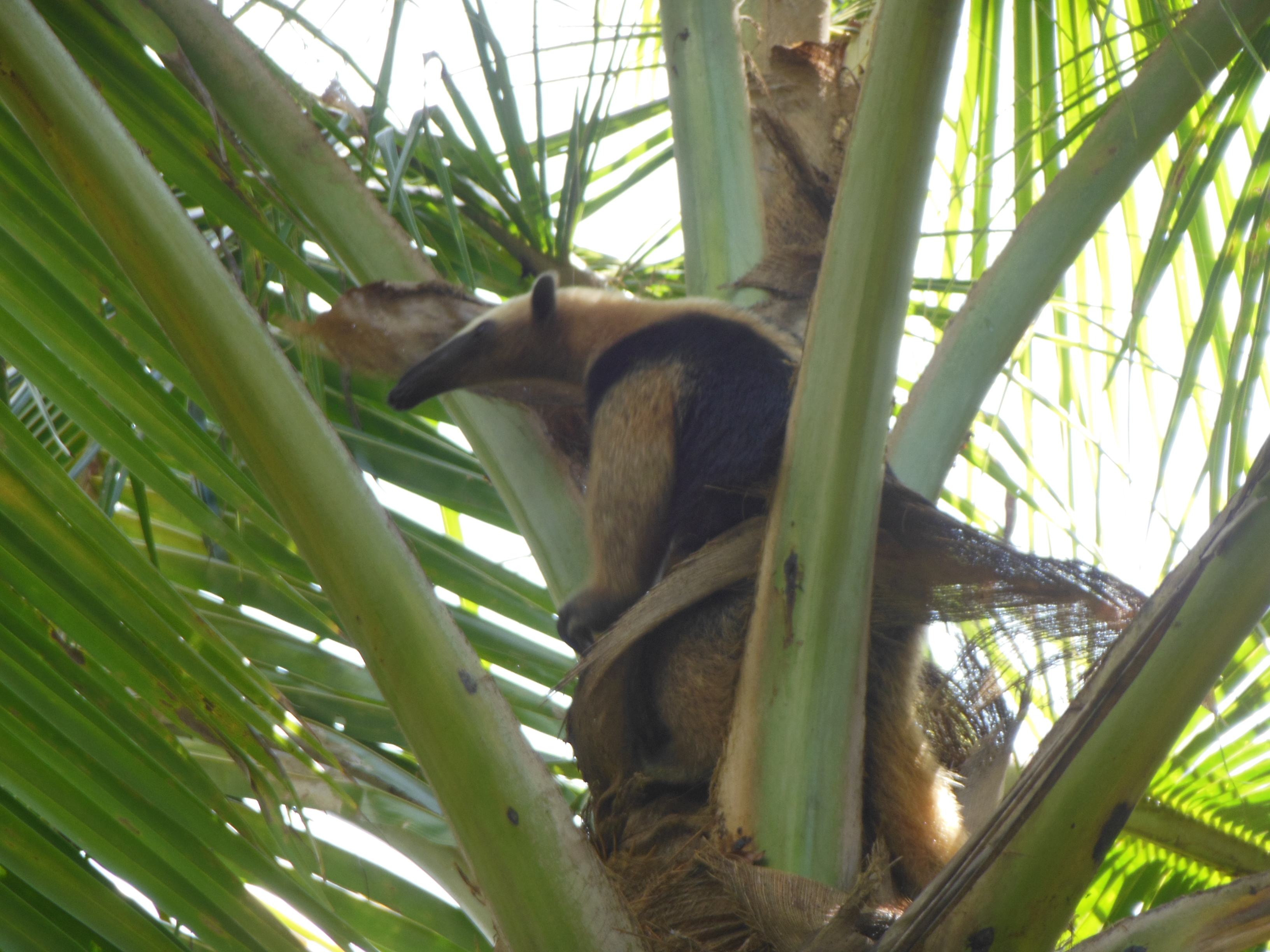
Nördlicher Tamandua im Nationalen Tierschutzgebiet Gandoca-Manzanillo in Costa Rica

Der Nördliche Tamandua lebt als Einzelgänger und ist tagsüber sowie nachts aktiv, während der größten Tageshitze ruht er allerdings generell. Dabei bewegt er sich sowohl am Boden, indem er die Krallen der Vorderfüße nach unten klappt und das Gewicht auf die Außenränder der Füße legt, als auch in Bäumen fort. Insgesamt etwa 40 % seiner Aktivitätszeit verbringt er in Bäumen. Dabei benutzt er häufiger Lianen, um von Baum zu Baum zu gelangen, weniger häufig klettert er über Äste. Die einzelnen Tiere unterhalten Territorien, die mit Duftdrüsen am Hinterteil markiert werden, zudem haben die Tiere einen strengen Eigengeruch. Die Größe des Reviers liegt bei durchschnittlich 25 ha, kann aber in Extremfällen bis zu 70 ha erreichen. Innerhalb des Territoriums befinden sich bis zu 20 Ruheplätze, von denen der Nördliche Tamandua täglich einen oder zwei aufsucht. Charakteristische Merkmale für Ruheplätze sind ein geschlossenes Blätterdach, ein dichter Baumbestand und eine dichte Vegetation allgemein. Die tägliche Aktivitätszeit beträgt rund acht Stunden, die in der Regel von bis zu drei, etwa eine halbe Stunde andauernden Rastphasen unterbrochen werden. Während ihrer aktiven Phase legt die Tamanduaart bis zu 3,4 km zurück. Dabei verbringt ein Tier nur wenige Minuten an einem Baum und besucht bis zu 20 Bäume in einer Stunde. Häufig wird behauptet, der Nördliche Tamandua meidet Wasser, doch wurden Tiere beobachtet, die über 120 m im Wasser schwimmend zurücklegten, um die Barro-Colorado-Insel im Panamakanal zu erreichen, wobei nur die lange Schnauze aus dem Wasser herausragte.

### Ernährung

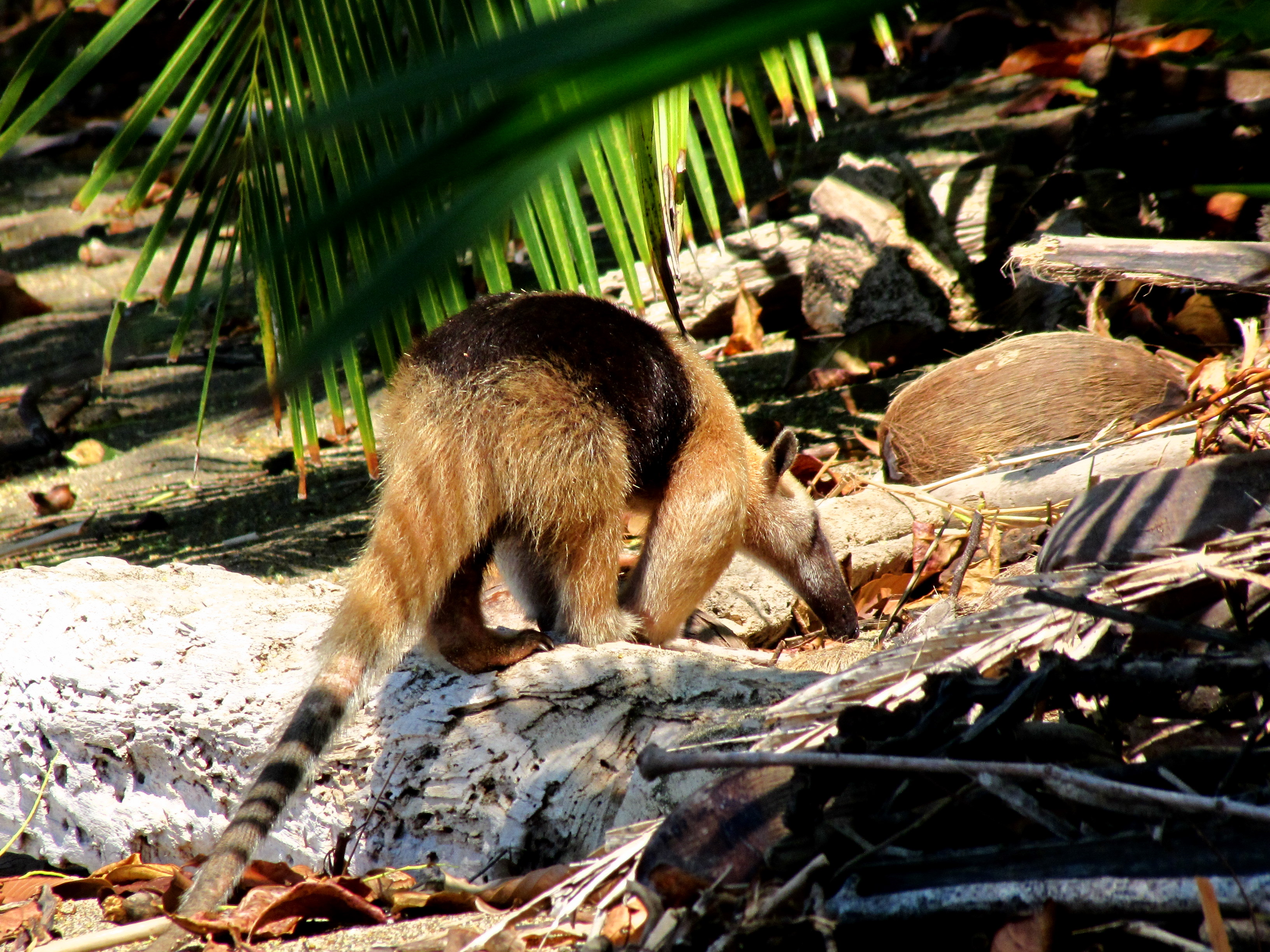
Nördlicher Tamandua im Corcovado-Nationalpark

Die Hauptnahrung des Nördlichen Tamandua besteht aus staatenbildenden Insekten wie Ameisen und Termiten. Etwa ein Drittel umfasst dabei Ameisen, von denen er rund 9.000 Individuen täglich verzehrt und dazu die lange, klebrige Zunge einsetzt. Meist werden Arbeiterameisen bevorzugt, welche in der Nahrungsmenge die Soldatenameisen um mehr als das Doppelte übertreffen, rund 10 % Anteil machen weiterhin Larven aus. Zur Nahrungsaufnahme werden sowohl Nester am Boden als auch in Bäumen mit den scharfen Vorderfußkrallen aufgebrochen. Aufgrund der chemischen Abwehr der Insekten dauert ein Fressvorgang etwa 1 Minute, selten bis zu 5 Minuten. Dies hat zur Folge, dass der Nördliche Tamandua zwischen 50 und 80 Nester je Tag aufsuchen muss, die einzelnen Kolonien dabei jedoch nicht zu stark geschädigt werden. Generell scheint der Nördliche Tamandua ein größeres Nahrungsspektrum zu haben, als sein südlicher Verwandter, was Untersuchungen in Kolumbien erbrachten. Zu den am häufigsten verzehrten Ameisengattungen zählen Camponotus, Azteca und Crematogaster, aber auch Solenopsis und Camponotus. Überwiegend sind darunter große Formen von über 4 mm Länge. Ebenfalls von hier stammt der Nachweis des Verzehrs von Blattschneiderameisen, vor allem von Vertretern der Gattung Atta, was bei Ameisenbären insgesamt selten der Fall ist. Auch die Termiten sind sehr reichhaltig im Nahrungsspektrum vertreten, hierzu gehören vor allem die Gattungen Armitermes, Calcaritermes, Leucotermes und Nasutitermes. Teilweise werden lokal in der Regenzeit mehr Termiten als Ameisen gefressen, insgesamt gibt es in der Nahrungsaufnahme wie beim Südlichen Tamandua aber starke individuelle Unterschiede. Gelegentlich wurden in Mageninhalten auch Reste von Früchten gefunden, in Panama konnten Tiere beobachtet werden, die aktiv solche der Palmenart Attalea butyracea fraßen.

### Fortpflanzung
Über die Fortpflanzung des Nördlichen Tamaduas ist wenig bekannt, sie ist aber möglicherweise nicht jahreszeitlich gebunden und erfolgt über das gesamte Jahr. Die Dauer des Östrus umfasst wahrscheinlich analog zum Südlichen Tamandua etwa 35 bis 42 Tage. Während der Brunft werben männliche Tiere um die Weibchen durch Schnüffeln oder Ablecken von Insekten und gegenseitiges Verfolgen. Die Begattung erfolgt laut Beobachtungen durch mehrfaches Aufsteigen des Männchens auf das Weibchen, was jeweils 10 bis 30 Sekunden andauert, unterbrochen von bis zu zwei Minuten langen Ruhephasen. Die Tragzeit wird mit 130 bis 150, teilweise auch mit bis zu 190 Tagen angegeben. In der Regel wird ein Jungtier geboren, welches eine ähnliche Fellzeichnung wie die erwachsenen Tieren aufweist, jedoch mit längeren Rückenhaaren, zusätzlich ist die dunkle Weste mit gelben Haaren durchsetzt. Während der Stillzeit wird das Jungtier intensiv vom Muttertier gepflegt, allerdings verlässt die Mutter den Nachwuchs für kurze Zeit zur Nahrungsaufnahme. Weibliche Tiere erreichen teilweise schon mit sechs Monaten die sexuelle Reife. Die Lebenserwartung liegt bei rund 9,5 Jahren.

### Beutegreifer und Feindverhalten
Zu den bedeutendsten Fressfeinden zählen Jaguar und Harpyie. Bedrohte Tamanduas richten sich auf den Hinterbeinen auf, häufig wird ein Baumstamm oder Stein als Rückendeckung gesucht, und verteidigen sich mit den Krallen der Vorderfüße.

### Parasiten
Äußere Parasiten stellen meist Flöhe dar, etwa die Gattungen Echidnophaga und Rhopalopsyllus. Zudem ist bekannt, dass die Tamanduaart als Träger des Protozoons Leishmania dient, welcher, durch Sandmücken übertragen die Leishmaniose beim Menschen hervorrufen kann. Ebenso ist auch die durch den Einzeller Trypanosoma cruzi verursachte und für den Menschen gefährliche Chagas-Krankheit nachgewiesen. Auch das Bakterium Leptospira als Erreger der Leptospirose konnte identifiziert werden.

## Systematik
Der Nördliche Tamandua ist neben dem Südlichen Tamandua (Tamandua tetradactyla) eine der zwei Arten aus der Gattung Tamandua. Die Tamanduas wiederum werden zur Familie der Myrmecophagidae gestellt, denen auch der Große Ameisenbär (Myrmecophaga tridactyla) zuzurechnen ist. Innerhalb der Unterordnung der Ameisenbären (Vermilingua) stellen die Myrmecophagidae das Schwestertaxon der Cyclopedidae dar, deren einziger rezenter Vertreter die Zwergameisenbären (Cyclopes) sind. Molekulargenetische Untersuchungen erbrachten, dass die Trennung der Myrmecophagidae und der Cyclopedidae bereits im Mittleren Eozän vor rund 38 Millionen Jahren stattfand. Die Aufspaltung der Myrmecophagidae in die Entwicklungslinien von Tamandua und Myrmecophaga begann laut den gleichen Untersuchungen im Übergang vom Mittleren zum Oberen Miozän vor etwa 13 Millionen Jahren.
Zwar liegt die molekulargenetisch ermittelte Aufspaltung der Vermilingua rund 38 Millionen Jahre zurück, doch ist die Gattung Tamandua erstmals im Pleistozän Südamerikas fossil nachweisbar, wobei sich vor allem der Nördliche Tamandua im Holozän recht gut nachweisen lässt. Eine mögliche Vorgängerform der beiden Gattungen Myrmecophaga und Tamandua stellt Protamandua aus dem Santacruzium vor rund 16 Millionen Jahren dar; dieser vermittelt in seiner  Größe zwischen Tamandua und Cyclopes, ist aber stärker generalisiert als diese beiden. Aus etwas jüngeren Ablagerungen stammt Neotamandua, der dem Oberen Miozän der La-Venta-Formation in Kolumbien und dem Pliozän der Araucano-Formation in Argentinien zugewiesen wird und morphologischen Untersuchungen zufolge eventuell näher mit Myrmecophaga verwandt ist.
Man unterscheidet vier Unterarten des Nördlichen Tamandua:
- T. m. instabilis J. A. Allen, 1904; nördliches Kolumbien, westliches Venezuela
- T. m. mexicana (Saussure, 1860); südliches Mexiko, Guatemala, Belize, Honduras, El Salvador
- T. m. opistholeuca Gray, 1873; Nicaragua, Costa Rica, Panama, westliches Kolumbien
- T. m. punensis J. A. Allen, 1916; westliches Ecuador, Tumbes, Piura

Der Nördliche Tamandua galt ursprünglich als Unterart des Südlichen Tamanduas, erst 1975 wurde er von Ralph M. Wetzel aufgrund zahlreicher morphologischer und morphometrischer Abweichungen als eigenständige Art anerkannt. Die erste Erwähnung dieser nördlichen Form der Tamanduas erfolgte 1860 von Henri de Saussure als Myrmecophaga tamandua var. Mexicana, wobei dieser „Tabasco“ in Mexiko als Typuslokalität angab, Der Name „Tamandua“, der über das Portugiesische (tamanduá) nach Europa vermittelt wurde, stammt aus der Tupi-Sprache Brasiliens und setzt sich aus den Wörtern tacy („Ameise“) und monduar („fangen“) zusammen.

## Bedrohung und Schutz
In einigen Regionen wie dem südlichen Mexiko dient das Fleisch des Nördlichen Tamanduas als Nahrungsquelle, hier wird er teilweise auch als Haustier gehalten. Haut und Fell haben keine größere wirtschaftliche Bedeutung, werden aber manchmal zur Verzierung verwendet. Da sich die Tamanduaart aufgrund der scharfen Vorderfußkrallen recht effektiv gegen Haustiere, etwa Hunde wehren kann, wird sie regional deswegen bejagt. Weiterhin wirken sich Wildfeuer und Autokollisionen auf den Wildbestand aus, ebenso wie die Zerstörung der Landschaften durch die Ausdehnung menschlicher Siedlungen und Wirtschaftsflächen, allerdings sind die Ausmaße bisher weitgehend nicht untersucht. Von der IUCN wird der Gesamtbestand als „nicht gefährdet“ (least concern) eingestuft, dabei ist jedoch die Entwicklung des Populationstrends unbekannt. Weiterhin ist der Nördliche Tamandua in mehreren Naturschutzgebieten vertreten, so im Nationalpark Soberanía in Panamá, im Nationalpark Machalilla und im Naturschutzgebiet Reserva ecológica Manglares-Churute, beide in Ecuador.